# Giovanni Giacomo Gastoldi
Giovanni Giacomo Gastoldi (né v. 1555 à Caravaggio, dans l'actuelle province de Bergame, en Lombardie et mort le 4 janvier 1609 à Mantoue) est un compositeur, chanteur et maître de chapelle italien de la fin de la Renaissance et du début de la période baroque.

## Biographie
Gastoldi est connu pour ses danses avec chant et ses madrigaux. Ses œuvres eurent une influence sur le développement futur de ces deux genres musicaux.
Gastoldi a été maître de chapelle à Mantoue et dès 1609 à la cathédrale de Milan[réf. nécessaire].